# Garstang
Garstang è un paese di 4.074 abitanti del Lancashire, in Inghilterra.